# John Joseph Ryan
John Joseph Ryan (* 17. Juni 1927 in Nenagh im County Tipperary; † 3. April 2014) war ein irischer Politiker der Labour Party und von März 1973 bis Februar 1987 und von Dezember 1992 bis Juni 1997 Teachta Dála (Abgeordneter) im Dáil Éireann sowie von November 1989 bis November 1992 Mitglied im Seanad Éireann.
Ryan versuchte bei den Wahlen 1969, erstmals für den Wahlkreis Tipperary North in den Dáil einzuziehen. Dies gelang ihm dann bei den Wahlen 1973. Von 1982 bis 1987 war Ryan Leas-Cheann Comhairle, d. h. stellvertretender Vorsitzender des Dáil. Ryan wurde bis 1987 jeweils wieder gewählt. Der Verlust seines Sitzes im Dáil 1987 führte zu seiner Wahl in den Seanad Éireann 1987 über die Industrie- und Gewerbeliste. Bei den Wahlen zum Dáil Éireann 1992 konnte er seinen Sitz im Dáil wieder erlangen. Zur Wahl 1997 trat er nicht mehr an.
Ryan hatte mit seiner Frau Ina drei Kinder.